# Громобійця (Ерік Мастерсон)
Громобійця (англ. Thunderstrike), справжнє ім'я Ерік Кевін Мастерсон (англ. Eric Kevin Masterson) — вигаданий персонаж з коміксів американського видавництва Marvel Comics. Він з'являвся як другорядний персонаж у коміксах про супергероя-бога Тора.

## Історія публікації
Ерік Мастерсон вперше з'явився в «Thor» #391, як персонаж другого плану. В «Thor» #408 відбулося злиття персонажа Еріка Мастерсона з Тором, причому Мастерсон використовувався як альтер-его бога грому до випуску #432. В «Thor» #432 персонаж взяв на себе роль Тора і з'являвся як головний герой до «Thor» #459.
Після «Thor» #459 Мастерсон був представлений як Громобійця в серії «Thunderstrike», що почалася в червні 1993 року. Серія тривала приблизно два роки. «Thunderstrike» тривав 24 випуски, серію скасували у вересні 1995 року. Творець Том ДеФалко часто стверджував, що книга перевищила продажі «Thor» і «Avengers» разом узятих на момент її скасування; хоча це виявилося вкрай малоймовірним. Мастерсон також з'явився в мінісерії «Thor Corps» в ролі Громобійці.
Персонаж був представлений в «Avengers» #343-374, і кросовері «Operation: Galactic Storm». Мастерсон також з'явився в мінісерії «Infinity Gauntlet» і «Infinity War». Окрім численних появ у «Thor» та «Avengers», «Thunderstrike» був використаний для запуску поточної серії «Blackwulf» та обмеженої серії «Code: B.L.U.E.».
Було оголошено, що персонаж Громобійця повернеться в новій мінісерії від співавторів Тома ДеФалко і Рона Френца в листопаді 2010 року. Рекламні акції, що ведуть до цієї події, почалися в серпні із зображенням булави з написом «Один підніметься...» і «Світу все ще потрібні герої». Зрештою, в новій мінісерії з'явився син Еріка Мастерсона, Кевін, в ролі, яку колись виконував його батько.

## Поза коміксами

### Телебачення
- Ерік Мастерсон має неозвучену епізодичну роль у мультсеріалі «Месники, всі разом!». В епізоді «В майбутньому» він протистоїть Канґу Завойовнику разом з Чорною вдовою, Кейт Бішоп, Тоні Го та Хоакіном Торресом[10].

### Відеоігри
- Громобійця з'явився в епізодичній ролі як неігровий персонаж в кінці «Spider-Man and Venom: Maximum Carnage» разом з іншими Месниками.
- Громобійця з'явився як ігровий персонаж в аркадному файтингу «Avengers in Galactic Storm».
- Громобійця з'являється як ігровий персонаж в «Lego Marvel's Avengers».

## Колекційні видання
| Назва               | Випуски                                                      | Дата видання   | ISBN           | Примітки |
| ------------------- | ------------------------------------------------------------ | -------------- | -------------- | -------- |
| Thor: Thunderstrike | Thor #431-433, #457-459, матеріали з #408, Thunderstrike #1. | 15 червня 2011 | 978-0785156383 | [ 11 ]   |